# Julianowo (Dźwierzuty)
Julianowo (deutsch Julienfelde) ist ein kleiner Ort in der polnischen Woiwodschaft Ermland-Masuren und gehört zur Gmina wiejska Dźwierzuty (Landgemeinde Mensguth) im Powiat Szczycieński (Kreis Ortelsburg).

## Geographische Lage
Julianowo liegt 800 Meter östlich des Samplatter Sees (polnisch Jezioro Sąpłaty) in der südlichen Mitte der Woiwodschaft Ermland-Masuren, 19 Kilometer nordwestlich der Kreisstadt Szczytno (deutsch Ortelsburg).

## Geschichte
Der kleine Gutsort Julienfelde wurde im Jahre 1854 gegründet. 300 Meter südwestlich des Ortes befand sich eine Ziegelei, Bis 1945 war Julianowo ein Wohnplatz in der Landgemeinde Samplatten (polnisch Sąpłaty) im ostpreußischen Kreis Ortelsburg.
Mit dem gesamten südlichen Ostpreußen kam Julienfelde 1945 in Kriegsfolge zu Polen und erhielt die polnische Namensform „Julianowo“. Heute ist der Weiler (polnisch Osada) eine Ortschaft innerhalb der Landgemeinde Dźwierzuty (Mensguth, Dorf) im Powiat Szczycieński (Kreis Ortelsburg), bis 1998 der Woiwodschaft Olsztyn, seither der Woiwodschaft Ermland-Masuren zugeordnet.

## Kirche
Julienfelde war bis 1945 in die evangelische Kirche Mensguth in der Kirchenprovinz Ostpreußen der Kirche der Altpreußischen Union sowie in die dortige katholische Kirche eingepfarrt. Der kirchliche Bezug zu dem jetzt Dźwierzuty genannten Dorfes ist geblieben: zur dortigen katholischen Pfarrkirche im Erzbistum Ermland und zur dortigen evangelischen Kirche, die jetzt eine Filialkirche der Pfarrei Pasym (Passenheim) in der Diözese Masuren der Evangelisch-Augsburgischen Kirche in Polen ist.

## Verkehr
Julianowo liegt an einer Nebenstraße, die von der polnischen Landesstraße 57 (ehemalige deutsche Reichsstraße 128) bei Dźwierzuty (Mensguth, Dorf) nach Sąpłaty (Samplatten) am gleichnamigen See führt.